# Salvatore Buzzi
Salvatore Buzzi (Roma, 15 novembre 1955) è un criminale e imprenditore italiano.

## Biografia
Figlio di una maestra elementare e di un invalido di guerra, ben presto inizia a lavorare in banca.
Buzzi vive al di sopra delle sue possibilità: usa un'auto di lusso e abita in un discreto appartamento con la fidanzata, viceconsole brasiliana. Si finanzia questo tenore di vita rubando assegni della banca dove lavora, che un suo complice, Giovanni Gargano, un pregiudicato ventenne, s'incarica di incassare. Gargano comincia a ricattare Buzzi, che il 26 giugno 1980 lo uccide nelle campagne di Malagrotta con 34 coltellate dopo averlo rincorso e finito a seguito di una colluttazione selvaggia; prima di scappare lascia 9 banconote da 1000 lire sulla faccia della vittima e cosparge di benzina il corpo a causa del passaggio di una volante. Dopo tre giorni si scopre che il colpevole è l'insospettabile Buzzi: a inchiodarlo è una macchia di sangue nella sua auto. La sua fidanzata ammette che era rientrato a casa a tarda notte con un taglio su una mano e i vestiti sporchi e lui stesso cede dichiarando di aver ucciso Gargano dopo che questo aveva cercato di accoltellarlo.
Condannato a 30 anni per omicidio volontario il 26 maggio 1983, è un detenuto modello nel carcere di Rebibbia: due mesi dopo la condanna è il primo carcerato in Italia a laurearsi in cella, in Lettere e Filosofia, con la votazione di 110 e lode. Il quotidiano la Repubblica gli dedica un articolo. Successivamente si mette a studiare Giurisprudenza e lavora come bibliotecario del penitenziario. Il 29 giugno 1984 Buzzi, con una trentina di detenuti - e davanti a Ugo Vetere (sindaco di Roma), Giuliano Vassalli (presidente della Commissione Giustizia), Aldo Bozzi (presidente della Commissione per la riforma costituzionale), Nicolò Amato (direttore generale degli istituti di pena) - organizza un convegno sulla condizione delle carceri in Italia che è il primo convegno in Europa su temi giuridici organizzati da un detenuto nelle carceri italiane: nel suo intervento chiede l'applicazione della legge di riforma carceraria, "completamente disattesa. Le misure alternative alla detenzione sono previste e vanno perciò applicate". Per queste dichiarazioni verrà elogiato dal deputato Stefano Rodotà e Luciano Violante (responsabile giustizia del Partito Comunista). Nel marzo del 1986 la condanna scende a 14 anni e 8 mesi e quattro mesi dopo tiene un altro incontro sulla detenzione dopo la fine degli anni di piombo. L'8 luglio 1987 presenta un libro che raccoglie gli atti dei due seminari contribuendo, secondo l'ANSA, a far nascere la riforma Gozzini in cui si afferma la prevalenza della funzione rieducativa della pena. Nel dicembre del 1987 la Cassazione rende definitiva la pena. Tra il 1989 e il 1991 spariscono 5 anni e 8 mesi di carcere: il Tribunale di sorveglianza ne sconta 2 per il condono del 1981, altrettanti spariscono per l'indulto del 1991 e 1 anno e 8 mesi se ne vanno grazie alla legge 353 sulla liberazione anticipata. Nel novembre del 1992 la pena è estinta. 
Quindi dopo 6 anni di carcere, 2 in semilibertà e 1 anno e mezzo in libertà condizionata, l'8 giugno 1994 il Presidente della Repubblica Oscar Luigi Scalfaro gli concede la grazia e quattro anni dopo arriva anche la riabilitazione.
Nel 1985 Buzzi fondava la Cooperativa 29 giugno, così chiamata dalla data del convegno tenuto a Rebibbia; la società si iscrive alla Lega Nazionale delle Cooperative e Mutue, tra i primi lavori c'è la ristrutturazione della via Tiberina e tra quelli più grandi c'è la gestione della raccolta dei rifiuti e dell'accoglienza degli immigrati; arriverà a fatturare 60 milioni l'anno con 1200 occupati al 2014. Arriverà a ricoprire anche le seguenti cariche: presidente del Consorzio Raccolta Differenziata di Roma, consigliere del Consorzio Raccolta Differenziata Roma 2 e Roma 3, vicepresidente del Consorzio della Città dell'Altra Economia e amministratore di altre coop come il Consorzio Eriches 29, la Tolfa Care, la Sarim Immobiliare e la 29 Energy Green. Eriches 29 è un consorzio di cooperative sociali, fondato nel 2003, che gestisce il campo nomadi di Castel Romano e nove centri di accoglienza per circa 500 profughi e richiedenti asilo dislocati nei comuni di Anguillara Sabazia, Tivoli, Ciampino e Marcellina, con appalti assegnati alla cooperativa dal Comune di Roma fin dal 1994, con le amministrazioni di Francesco Rutelli e di Walter Veltroni.

### Coinvolgimento nell'inchiesta Mafia Capitale
Il 3 dicembre 2014 è arrestato nell'ambito dell'inchiesta Mafia Capitale, insieme a Massimo Carminati, considerato il capo dell'organizzazione, e ad altri 35 presunti componenti del sodalizio criminale. Secondo l'accusa, Buzzi avrebbe usato la cooperativa «29 giugno» per distrarre ingenti quantità di denaro a beneficio suo e dei suoi sodali. L'inchiesta riguarda le infiltrazioni nel tessuto imprenditoriale, politico ed istituzionale della città, attraverso un sistema corruttivo finalizzato ad ottenere l'assegnazione di appalti e finanziamenti pubblici dal Comune di Roma e dalle aziende municipalizzate, con interessi anche nella gestione dei centri di accoglienza degli immigrati, della raccolta differenziata, dei campi nomadi e nel finanziamento di cene o campagne elettorali del sindaco uscente Gianni Alemanno - che figura tra gli indagati - nel 2013 per le comunali e nel 2014 per le europee, del suo successore Ignazio Marino, di Matteo Renzi nel 2014 e di Nicola Zingaretti alle europee del 2004. Come scrive il gip Costantini, Buzzi gestiva, "per il tramite di una rete di cooperative, le attività economiche dell'associazione nei settori della raccolta e smaltimento dei rifiuti, dell'accoglienza dei profughi e rifugiati, della manutenzione del verde pubblico e negli altri settori oggetto delle gare pubbliche aggiudicate anche con metodo corruttivo, si occupa della gestione della contabilità occulta della associazione e dei pagamenti ai pubblici ufficiali corrotti". Secondo il Tribunale del Riesame, Buzzi "soprintende alla gestione della contabilità occulta dell'associazione e impartisce ordini alla "cassiera" Nadia Cerrito, le indica come preparare le buste dentro le quali vanno le mazzette da versare ai pubblici ufficiali corrotti o da distribuire ai soci occulti delle cooperative e in particolar modo al capo dell'associazione Massimo Carminati e a Fabrizio Testa. Mantiene rapporti confidenziali con i pubblici funzionari e amministratori fino ai massimi livelli". Il primo incontro tra Buzzi e Carminati avveniva nel carcere di Rebibbia negli anni Ottanta. Carminati, alla ricerca di un lavoro una volta terminato l'affidamento, nel settembre 2011 entrava in contatto con Buzzi tramite Riccardo Mancini, amministratore delegato di Eur Spa e suo vecchio amico di gioventù: da questo incontro nascerà Mafia Capitale e Carminati si occupa da subito di mediare tra Buzzi e il suo amico costruttore di Sacrofano Agostino Gaglianone in relazione ai lavori di manutenzione e adeguamento dei prefabbricati del campo nomadi di Castel Romano, commissionati nel biennio 2012-13 dall'appaltante consorzio Eriches 29 a un'impresa vicina all'imprenditore.
Buzzi successivamente viene trasferito nel carcere di Badu 'e Carros (Nuoro) per incompatibilità ambientale; da qui con delle missive tenta di impartire indicazioni ai suoi sodali in libertà. Il 12 gennaio 2015 i pm della Procura di Roma chiedono per lui e altri 10 indagati la sorveglianza speciale, obbligo di soggiorno e confisca dei beni.

In un'intercettazione eseguita dal ROS dei Carabinieri per conto della Procura di Roma, nell'ambito dell'inchiesta Mafia Capitale, Buzzi così si rivolge a Pierina Chiaravalle, sua collaboratrice:
Le intercettazioni dei ROS documentano le pressioni esercitate da Buzzi su alcuni parlamentari del Partito Democratico, tra cui Micaela Campana, al fine di ottenere un'interrogazione parlamentare su un appalto bloccato dal TAR del Lazio, e la sua intenzione di effettuare un versamento di circa ventimila euro a favore dell'onorevole Campana. La deputata ha negato che Buzzi si riferisse alla sua campagna elettorale, in quanto eletta in un listino bloccato. L'interrogazione parlamentare sollecitata da Buzzi fu depositata dall'onorevole Campana presso gli uffici competenti e inizialmente rigettata per vizio di forma. Nonostante i funzionari parlamentari si fossero attivati per riscrivere l'atto, l'interrogazione non fu comunque mai presentata. Buzzi era presente anche alla cena romana di raccolta fondi del Partito Democratico, indetta il 7 novembre 2014 all'indomani dell'abolizione del finanziamento pubblico ai partiti voluta dal governo Letta.
Il 1º giugno 2015 il gip accoglie la richiesta dei pm per il giudizio immediato: il processo per Buzzi e altri 33 indagati inizierà il 5 novembre.
Da una nuova ordinanza del 4 giugno seguente emerge che Buzzi avrebbe portato voti all'ex sindaco di Roma Gianni Alemanno in vista delle Elezioni europee del 2014 con l'aiuto della 'Ndrina Mancuso. 
Nel frattempo gli vengono sequestrati beni per 16 milioni di euro riguardanti le quote societarie, il capitale sociale e l'intero patrimonio aziendale, comprese le disponibilità finanziarie, della Sarim Immobiliare Srl controllata dalla sua cooperativa.
 
Buzzi, già collaborazionista, chiede poi il patteggiamento a 3 anni e 6 mesi con una multa pari a 900 000 euro trovando l'opposizione della procura che chiede il giudizio immediato. La durata del patteggiamento sarebbe la conseguenza per le imputazioni di associazione per delinquere semplice, corruzione (sette in continuazione), turbativa d'asta (sei in continuazione) e intestazione fittizia.
Nell'estate 2015 Buzzi, nella speranza di una pena più mite, collabora con gli inquirenti facendo i nomi di altre persone coinvolte nello scandalo di Mafia Capitale. Coinvolgendo nella faccenda membri del Governo Renzi e minimizzando i suoi rapporti con Alemanno e Carminati, il procuratore aggiunto Michele Prestipino e il sostituto Paolo Ielo hanno dichiarato di non credere alle sue parole e lo hanno ritenuto non attendibile.
Massimo Carminati, durante l'udienza del 30 marzo 2017, esclude categoricamente che Salvatore Buzzi possa aver dato soldi in nero ad Alemanno e che "se Buzzi glieli avesse dati certamente me l'avrebbe detto".
Il 20 luglio 2017 è stato condannato a 19 anni di reclusione dal tribunale ordinario di Roma per associazione a delinquere.
L'11 settembre 2018 è stato condannato in appello a 18 anni e 8 mesi di reclusione dalla corte d’appello di Roma, dove gli viene riconosciuto l'associazione di stampo mafioso.
La Corte suprema di Cassazione, il 22 ottobre 2019 ha annullato l'aggravante mafiosa a carico degli imputati, riconoscendo due distinte associazioni «semplici»: quella riconducibile a Massimo Carminati e quella riferita a Salvatore Buzzi. Per Buzzi sono cadute le accuse di turbativa d’asta e corruzione e si è in attesa della rideterminazione della pena definitiva. Due mesi più tardi gli sono stati concessi gli arresti domiciliari in località Castelverde dopo cinque anni e diciotto giorni di detenzione in regime di Alta Sicurezza. Nell'aprile del 2020 il tribunale del Riesame rigetta il ricorso presentato dalla Procura generale della Corte d’appello di Roma contro la sua scarcerazione.
Nello stesso periodo pubblica il libro Se questa è mafia.
Il 29 settembre 2022 la Procura generale dispone un ordine di carcerazione dopo che la Cassazione lo ha condannato a 12 anni e 10 mesi: Buzzi chiede la revoca e la Corte d'appello gli rigetta la richiesta a inizio novembre.
A inizio settembre 2023 esce dal carcere di Catanzaro poiché la Cassazione ha definito "illegittimo" l'ordine di esecuzione della pena di 12 anni e 10 mesi di reclusione, nella sua parte residua, ovvero quella che non era ancora stata scontata (che ammonta a 4 anni e 3 mesi), rimandando gli atti alla Corte di appello di Roma per il riconteggio. Nello stesso mese viene pubblicato il libro intervista con Umberto Baccolo edito da la Bussola Mafia Capitale. La gara CUP del PD di Zingaretti.